# Erylus corneus
Erylus corneus is een sponzensoort uit de familie Geodiidae in de klasse gewone sponzen (Demospongiae).
De wetenschappelijke naam van de soort werd in 1973 gepubliceerd door Boury-Esnault.